# Belgiens fodboldforbund
Koninklijke Belgische Voetbalbond (nederlandsk) eller Union Royale Belge des Societes de Football Association (fransk) (KBVB/URBSFA) er Belgiens fodboldforbund og dermed det øverste ledelsesorgan for fodbold i landet. Det administrerer en række belgiske ligaer inklusive Jupiler League samt Belgiens fodboldlandshold.
Forbundet blev grundlagt i 1895 og var både med til stifte FIFA (1904) og UEFA (1954).

## Ekstern henvisning
- footbel.be

| Fodbold | Spire Denne artikel om en fodboldorganisation er en spire som bør udbygges. Du er velkommen til at hjælpe Wikipedia ved at udvide den. |

1. ↑  Navnet er anført på bokmål og stammer fra Wikidata hvor navnet endnu ikke findes på dansk.